# 舞羅望極II
舞羅望極II（ぶらぼうきわめつう）は、1990年に平和が開発、発売したデジパチ。

## 概要
- 保留連荘機かつおまけチャッカーによる出玉増加タイプ。
- 『ブラボー』シリーズの一つとして登場。ヤンキーが漢字で当て字を書くようなネーミングが話題となった。
- 『ブラボー』シリーズでは、おまけチャッカーに初めてチューリップを用いた機種である。
- はずれ出目にはある程度法則性がある。ただしリーチがかかっても法則崩れという程期待できるわけではない。

## 保留玉連荘
- 大当たり終了後、1ゲーム目で連荘が発生しやすい。

## スペック
- 『舞羅望極II』（1990年）
  - 大当たり確率 1/242.5
  - 賞球数 7&13 大当たり10R10C
  - 大当たり図柄「3・7」のぞろ目または「松竹梅」
- 『舞羅望烈火』
- 『風林火山』

## 関連商品
- 『HEIWA パチンコグラフィティ Vol.1』（アクアルージュ、1999年12月9日、プレイステーション用ゲームソフト）